# Delta Center
De Delta Arena, vroeger bekend als de Vivint Arena is een indoor-sportstadion gelegen in Salt Lake City in de Verenigde Staten. De arena heeft een capaciteit voor zo'n 21.000 mensen, de grootste indoor zaal van de staat Utah. Vaste bespelers zijn de Utah Jazz. De arena wordt naast sportevenementen ook gebruikt voor concerten. Zo traden onder meer Tina Turner, Aerosmith, Britney Spears, Fleetwood Mac, U2, Taylor Swift, Lady Gaga, P!nk en Elton John al op in de arena. Sinds 2024 spelen de Utah Hockey Club ook als NHL-franchise in dit stadion. 

## Evenementen
- Olympische Winterspelen 2002: Shorttrack en kunstrijden.